# Заем-наем
Програмата „Заем-наем“ (на английски: Lend-Lease; lend – „давам на заем, заемам“; lease – „вземам под наем, наемам") е система за помощ, която Съединените американски щати предоставят безвъзмездно на съюзниците си по време на Втората световна война – боеприпаси, техника, храни, стратегически суровини и др. Подобна програма е имала също и Канада.
Концепцията на „Заем-наем“ дава на американския президент пълномощия да помага на всяка страна, чиято отбрана се смята за жизненоважна за САЩ. Законът за „Заем-наем“, приет от Конгреса на САЩ на 11 март 1941 година, предвижда:
- Доставените технически материали (автомобили, военна техника, оръжие, суровини и т.н.), унищожени, изгубени, но използвани по време на войната, не подлежат на заплащане (член 5-и).[2]
- Доставеното по „Заем-наем“ имущество, което след края на войната е годно за употреба за граждански цели, да бъде заплатено напълно или частично на базата на предоставени от САЩ безлихвени кредити.

Текстовете на „Заем-наем“ предвиждат, че след края на войната, в случай че американската страна е заинтересована, запазената техника и оборудване трябва да бъдат върнати на САЩ.
Общата стойност на доставките по „Заем-наем“ възлиза на около 50,1 милиарда тогавашни долара, от които 31,4 – на Великобритания, 11,3 – в Съветския съюз, 3,2 получава Франция и 1,6 – Китай. Обратно са върнати общо 7,8 млрд. долара, от които 6,8 от Великобритания.
След края на войната се изказват различни мнения за ролята на „Заем-наем“. В Съветския съюз например често се омаловажава ролята на доставките, докато на Запад се акцентира, че без тях СССР не би издържал на натиска на Нацистка Германия. В съветската историография обикновено се твърди, че размерът на помощта по „Заем-наем“ за СССР е твърде малък – до 4% от средствата, похарчени от съветите по време на войната, а доставяната военна техника – танкове и самолети, е била съставена от остарели модели. Днес руската концепция е малко по-друга, като се акцентира върху това, че е покривала немалка част от нуждите на тогавашния СССР. По същия начин се оспорва количеството и качеството на доставяната техника, а и плановете за достъп до нови модели въоръжение и промишлено оборудване.

## Трасета на доставките
С началото на доставките се преценява, че арктическите конвои ще бъдат недостатъчни, поради което се взема решение за британско-съветска окупация на Иран с цел подсигуряването на т.нар. Персийски коридор с изградената до 1939 г. трансиранска жп транспортна линия, свързваща Персийския залив с Каспийско море.

## Обем на доставките
Стоки и услуги на обща стойност 51,1 млрд. тогавашни долара (около 610 млрд. в съпоставими цени към днешно време,) са били изпратени на получателите, както следва:
| Държава-получател | Обща сума по цени за 1941 – 1945 г., млрд. дол. | При цени за 2008 г., млрд. дол. |
| ----------------- | ----------------------------------------------- | ------------------------------- |
| Великобритания    | 31,4                                            | ~380                            |
| СССР              | 11,3                                            | ~180                            |
| Франция           | 3,2                                             | ~40                             |
| Китай             | 1,6                                             | ~20                             |

Канада също има своя програма, аналогична на американската, по която отпуска 4,7 млрд. долара, предимно на Великобритания и СССР.
Значението на „Заем-наем“ за победата на антихитлеристката коалиция може да бъде приведено със следната таблица (цените са съотнесени с тези от 1990 година).

## История
Вследствие капитулацията на Франция през май 1940 г. единствената държава от Европа, която продължава да се сражава срещу Германия, е Великобритания. Обединена от общата мисия и обвързана със САЩ, тя се задължава да заплаща всеки превоз на провизии и боеприпаси, но през 1941 г. Обединеното кралство покрива толкова много разходи, че хазната се изпразва. През този период американското правителство се подготвя за евентуална война. Но Уинстън Чърчил, тогавашният министър-председател на Великобритания, притиска за помощ президента на САЩ Франклин Рузвелт. Провокиран от добрите взаимоотношения на двете страни, но и възпрепятстван от ограниченията по Акта за неутралност, който не позволява подпомагане с боеприпаси на воюващи държави, президентът прави мъдър трик с идеята „Заем-наем“: „Ако няма практическа алтернатива, то тогава със сигурност няма и морална“ (Рузвелт).
Президентът обявява през декември 1940 г., че САЩ ще бъде „арсенал на демокрацията“, и прави предложения за продажба на боеприпаси в Канада и Великобритания. Опозиционистите са скептично настроени към тази идея, тъй като вярват, че това ще въведе САЩ в основата на Европейския конфликт. По онова време се наблюдава значително повишение на броя американци, които виждат възможност за сделки с Обединеното кралство, пряко свързани с войната с Германия.
Американската политика за момента е подпомагане на Великобритания, но същевременно избягване на война. В началото на февруари институтът „Галъп“ прави анкета, която разкрива, че 54% от американците са категорични в полза на „Заем-наем“. Други 15% от анкетираните отговорят с „ако това не ни въвлича във война“ или „ако британците ни осигуряват подкрепа, която е подобна на нашата“. Само 22% от тях са против предложението на президента за въвеждането на законопроекта.
Когато участниците във въпросната анкета биват запитани за своите партийни предпочитания, се разкриват известни разногласия: 69% от демократите са оптимистично настроени относно „Заем-Наем“, докато само 38% от републиканците гласуват „за“ законопроекта. Също така се споменава, че 2 пъти повече от анкетираните републиканци са отговорили по-компетентно на въпроса, за разлика от демократите.
Когато на 9 февруари 1941 г. в заседателната зала най-накрая вземат решение за гласуване, 238 към 25 от демократите гласуват „за“, а 135 към 24 от републиканците „против“, като основният довод на републиканците е, че „тази крачка ще е единствена причина, въвличаща Щатите директно във войната в чужбина“.
Въпросният законопроект е подписан от президента Рузвелт на 11 март 1941 г., което му позволява „продажби, трансфер, обмяна, заеми, наеми, или други средства на правителството (които президентът прецени като жизненоважни за самоотбраната на САЩ)“. Същата политика въвежда през април Китай, така както и СССР през октомври. Рузвелт одобрява заем, възлизащ на 1 милиард долара за Великобритания към края на октомври 1941 г.

## Управление
Франклин Д. Рузвелт учредява управление за администрация за „Заем-наем“ през 1941 г. начело с главния изпълнителен директор Едуард Р. Стетиниъс. През септември 1943 г. той е повишен в заместник генерален секретар, а директорът на Федералната корпорация за депозити и осигуровки Лео Кроули оглавява Администрацията за чуждестранни икономически взаимоотношения, която отговаря главно за законопроекта „Заем-наем“.

## Значимост
„Заем-наем“ е фактор в обръщане на везните в полза на Съюзниците през Втората световна Война. През 1943 – 1944 г. около четвърт от боеприпасите са осигурени точно благодарение на въпросния законопроект. Един самолет (по-специално преносвач) обхваща около четвърт от доставките до Великобритания, състоящи се в провизии, наземни транспортни средства и др.
След помощта в Европа и Тихия океан САЩ е в разцвета на силите си през 1943 – 1944 г., а въпросният законопроект продължава да е на дневен ред. На този етап повечето от Съюзниците са уверени на фронта с доброто си снаряжение, включващо танкове и бойни самолети, но законопроектът предоставя възможност за преструктуриране и обновяване на някои бойни единици. Предлагането на ефикасно снаряжение от това естество и менажирането на доставки, включващи моторни превозни средства и железопътно оборудване, са им в огромна подкрепа.
Въз основа на това предимство повечето от воюващите сили значително съкращават производството на несъществени и по-маловажни неща, съсредоточавайки силата и потенциала си в производство на оръжия и боеприпаси. Този факт неминуемо създава недостиг на някои продукти, нужни на армията.
СССР е крайно зависима от железопътния транспорт, но тази практика буквално спира железопътното производство: само около 92 локомотива са произведени в СССР, а 2000 локомотива и 11 000 вагона са доставени посредством законопроекта. По същия път Съветският съюз се сдобива и с 18 700 самолета, само 14% от които са от собствено производство.
Въпреки че много танкове на Червената армия са съветско производство, тяхното транспортно оборудване от САЩ възлиза на стотици хиляди моторни средства. Близо 2/3 от камионите на Червената армия са американско производство. Превозни средства като Dodge ¾ тона и Studebaker 2½ тона са най-добрите за този клас и за двете страни на Източния фронт. Доставките от Америка на телефонни кабели, алуминий, облекла и консервни провизии също преобладават.

## Цитати
Франклин Д. Рузвелт има толкова голямо желание обществото и пресата да подкрепят неговото решение за въвеждането на законопроекта „Заем-наем“, че на пресконференция казва: „Какво трябва да направя в тази криза?“, и допълва: „Не казвам... „Съседе, градинският маркуч ми струва 15 долара, дължиш ми 15 долара за него“... Не искам 15 долара – просто си искам маркуча, след като изгасне пожарът.“
Сенаторът на Охайо Робърт Алфонсо Тафт отговаря с думите „Заемането на военно снаряжение е добра оферта, като да заемеш дъвка, която не желаеш обратно“.
По време на Техеранската конференция през 1943 г. Й. Сталин изтъква важността от американското участие: „Ако не беше американското производство, съюзниците никога нямаше да спечелят войната.“

## Възвръщаемост
Действията, които нациите предприемат в замяна на помощ или в израз на благодарност, се състоят в снабдяването на оборудване и обслужване към Щатите, например британският Austin K2, предназначен за военна линейка. От Канада – моторните лодки Fairmile launches, предназначени за елиминиране на подводници, и Mosquito – разузнавателните самолети. Нова Зеландия снабдява американската армия с хранителни провизии в южната част на Тихия океан и построените летища в Нади, Фиджи. През 1945 – 1946 г. стойността на взаимопомощ, предоставена от Нова Зеландия, надвишава тази, която тя самата е получила. От друга страна през 1942 – 1943 г. стойността на взаимопомощ, предназначена за Нова Зеландия, е повече от въпросната през 1945 – 1946 г. Великобритания също предоставя обширна материална помощ на американските военни сили, позиционирани в Европа. Например Военновъздушните сили на САЩ са снабдени със стотици изтребители Spitfire Mk V и Mk VIII (английско производство).
Сътрудничеството, което е постигнато с Канада е съвкупност от разнообразни елементи и подробности, които засягат маршрутите земя/въздух до Аляска, също така и проекта Канол. Цялостното обслужване и всичките материални средства, които Канада получава чрез този проект ценово, възлизат на около 419 500 000 долара. Определена идея от общата сфера на икономическото сътрудничество може да бъде заимствана от факта, че от началото на 1942 до 1945 г. Канада снабдява САЩ с ресурси за отбрана и обслужване, възлизащи от 1 000 000 000 до 1 250 000 000 долара. Въпреки че по-голямата част от изграждането на съвместни отбранителни съоръжения (с изключение на магистралата с Аляска и проекта Канол) е извършена от Канада, по-голямата част от първоначалната цена е за сметка на Съединените щати. Споразумението гласи, че разходите по всяко временно строителство, предназначено за експлоатация от американските сили и всички постоянни строителни съоръжения, изисквани от Съединените щати като цяло, биват изплащани от тях, а разходите по други строителства ще бъдат поети от канадското правителство. Общата сума, която Канада договаря да заплати съгласно новото споразумение, възлиза на около 76 800 000 $, което е с около 13 870 000 $ по-малко, отколкото САЩ плаща.

## Помощта на Канада
Канада не използва термина „Заем-наем“, но предоставя на Великобритания дарения, възлизащи на 3,5 милиарда долара през Втората световна война. Парите са използвани за закупуване на храна и боеприпаси. Канада дава заем на Обединеното кралство, възлизащ на 1,2 милиарда долара. Заемът е с дългосрочно изплащане, започващо веднага след края на Втората световна война, който бива напълно изплатен към края на 2006 г.
Поради спешна нужда от самолети Великобритания заема нужния капитал, предназначен за военновъздушната база Гандер (построена през 1936 г. в Нюфаундленд) от Канада с разсрочено плащане за период от 99 години. През 1949 г. заемът става излишен след провъзгласяването на Нюфаундленд за 10-а провинция на Канада.
Повечето от американската помощ, свързана със заемите, се състои от доставки от САЩ, но Рузвелт позволява доставките и от Канада за Великобритания, Китай и СССР.

## Изплащане
Разходи по взаимопомощ за „Заем-наем“ по време на войната няма, но все пак американците очакват връщане на някои стоки, предназначени за дълготрайна употреба. Конгресът не одобрява доставки на средства под формата на подаръци след войната, затова администрацията ги таксува, но с 90% намаление. Огромни количества недоставени стоки остават във Великобритания или на път, когато законопроектът „Заем-наем“ изтича на 2 септември 1945 г. Обединеното кралство решава да задържи част от това оборудване за в случай на поредна война.
През 1946 г. Обединеното кралство допълнително задлъжнява към САЩ със заем, но избрани позиции от него биват изплатени, в частност 10% от номиналната стойност, като първоначално заема възлиза на 1075 милиарда паунда. Изплащането му започва от 1951 г. и се осъществява в период от 50 години на разсрочено плащане. Последното такова е в размер на 83,3 милиона долара и е направено на 29 декември 2006 г. (в последния работен ден в годината). След това секретарят от отдел „Икономически взаимоотношения“ Ед Балс тържествено благодари на САЩ за подкрепата и помощта, оказвана през Втората световна война.